# ستيفانو ألفونسو
ستيفانو ألفونسو (بالإيطالية: Stefano Alfonso)‏ هو متسابق دراجات نارية إيطالي، ولد في 10 يناير 1968 في استي في إيطاليا.

## ملخص المسيرة المهنية
جاء أبرز ما في مسيرة ألفونسو المهنية خلال موسم 1996 عندما تنافس في سباق الجائزة الكبرى الإيطالي عام 1996، وهو لقاء هزم فيه بيلي هاميل ، بطل العالم عام 1996.